# 奈良県道197号結崎田原本線
奈良県道197号結崎田原本線（ならけんどう197ごう ゆうざきたわらもとせん）は、奈良県磯城郡川西町から磯城郡田原本町に至る一般県道である。

## 概要
磯城郡川西町大字結崎から磯城郡田原本町大字鍵に至る。
起点は磯城郡川西町であるが、路線の大部分は磯城郡三宅町と磯城郡田原本町が占めている。磯城郡三宅町では町の中央部を縦断し、同町における主要な道路と言える。ただし、近鉄田原本線 黒田駅以南の磯城郡田原本町内では道幅が狭く、離合困難である箇所が多い。結崎工業団地で終点となる大和中央道（奈良県道108号大和郡山広陵線）と接続する4車線の新道を事業中である。

### 路線データ
- 起点：磯城郡川西町大字結崎（奈良県道108号大和郡山広陵線交点）
- 終点：磯城郡田原本町大字鍵（鍵交差点、国道24号交点）

## 路線状況

### 道路施設

#### 橋梁
- 八尾大橋（寺川、磯城郡田原本町）

## 地理

### 通過する自治体
- 奈良県
  - 磯城郡川西町 - 磯城郡三宅町 - 磯城郡田原本町

### 交差する道路
| 交差する道路                | 市町村名 | 市町村名 | 交差する場所 | 交差する場所    |
| --------------------------- | -------- | -------- | ------------ | --------------- |
| 奈良県道108号大和郡山広陵線 | 磯城郡   | 川西町   | 大字結崎     | 起点            |
| 国道24号 / E24 大和御所道路 | 磯城郡   | 田原本町 | 大字宮古     | [ 注釈 1 ]      |
| 国道24号                    | 磯城郡   | 田原本町 | 大字鍵       | 鍵交差点 / 終点 |

### 交差する鉄道
- 近鉄田原本線
- 近鉄橿原線

### 沿線
- 川西町三宅町式下中学校組合立式下中学校
- 三宅町役場
- 近鉄田原本線 黒田駅
- 田原本町立北中学校
- 田原本町立北小学校